# Onze-Lieve-Vrouw-van-Bijstandkapel (Hermalle-sous-Argenteau)

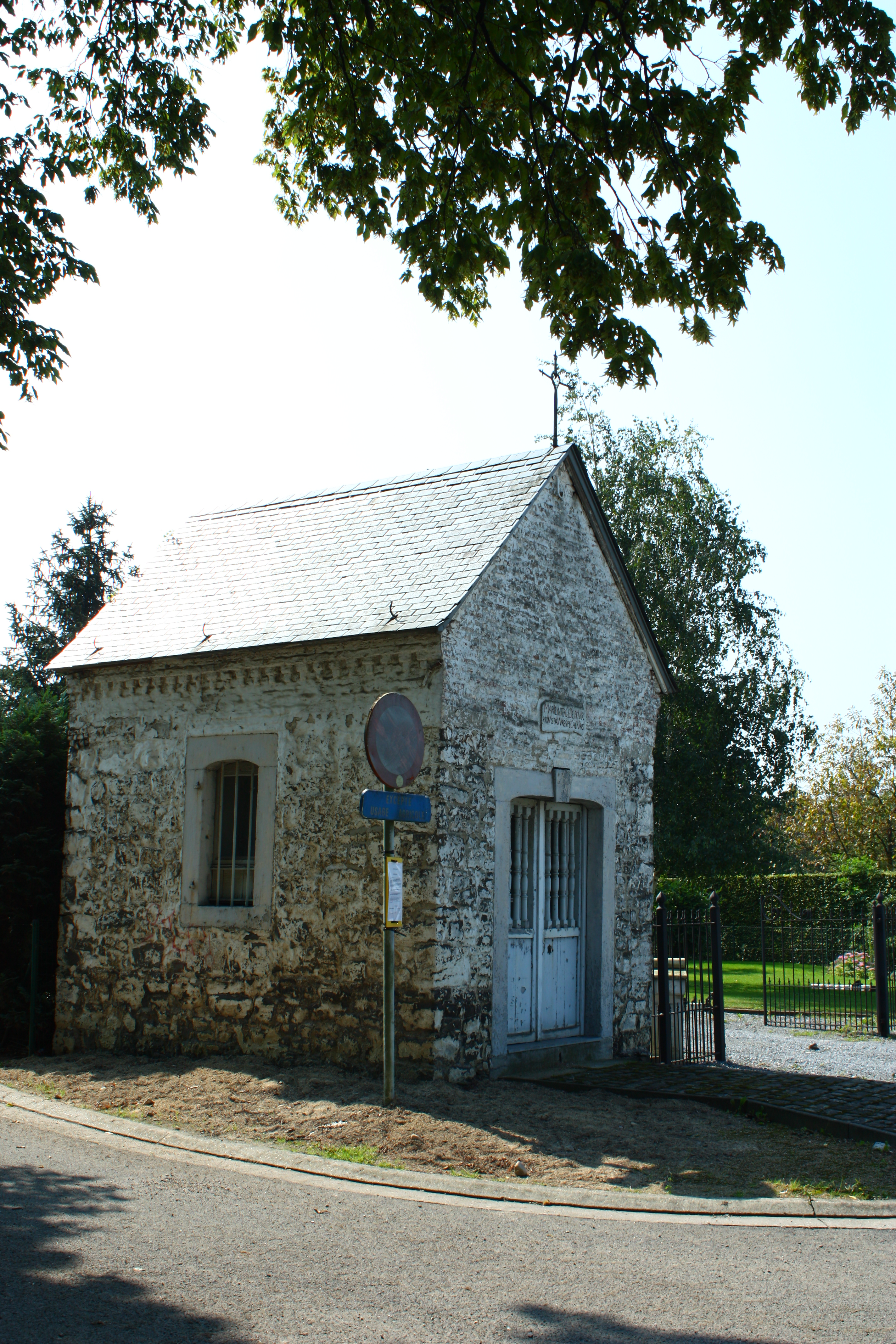
De kapel

De Onze-Lieve-Vrouw-van-Bijstandkapel (Frans: Chapelle Notre-Dame du Bon Secours) is een kapel te Hermalle-sous-Argenteau in de Belgische provincie Luik, gelegen in Devant-le-Pont.
Deze geklasseerde kapel ligt achter de kliniek, nabij de Rue Marchand. Het is een eenvoudig rechthoekig gebouw onder zadeldak, in ruwe natuursteen uitgevoerd. Boven de ingang bevindt zich een chronogram: MarIe interCeDe poVr noVs paVVres peCheVrs (Maria bemiddel voor ons arme zondaars) dat het jaartal 1727 oplevert. In de zuidgevel bevindt zich een moordkruis met de tekst: jaque assassiné en XVC et XXXIIII, wat het jaartal 1534 voor deze moord oplevert. Waarschijnlijk was er in de 16e eeuw dus al een kapel.